# Rexall Place

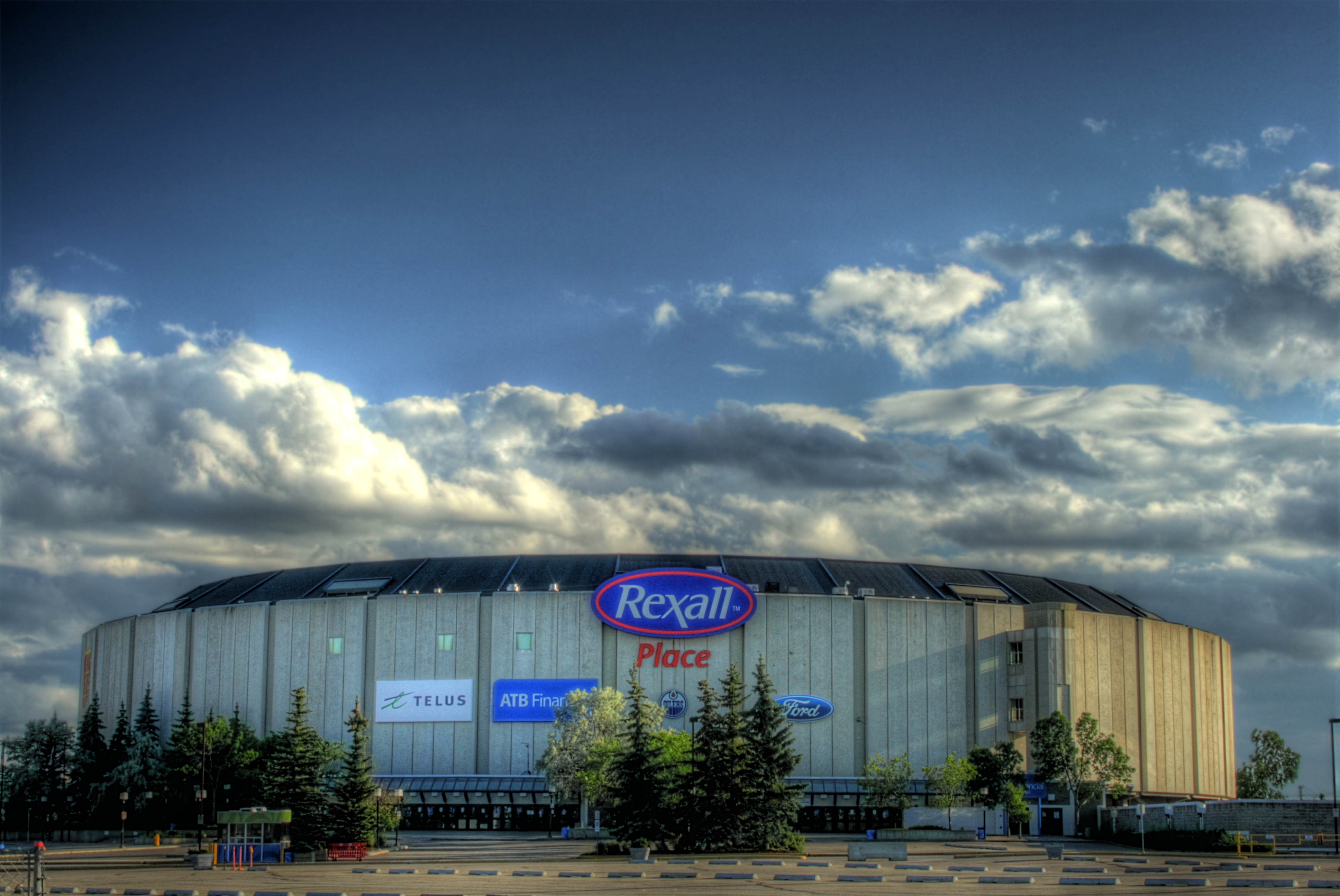
Rexall Place.

Rexall Place es un pabellón deportivo en Edmonton, Alberta, Canadá, situado en el lado norte de Northlands. Actualmente es la sede de Edmonton Oilers de la National Hockey League, Edmonton Rush de National Lacrosse League y Edmonton Oil Kings de WHL. Aunque es uno de los estadios más antiguos en NHL, se ha renovado constantemente para mantener las instalaciones hasta la fecha.
El estadio se inauguró en 1974 con el nombre Northlands Coliseum. Su costo de construcción fue de $17.3 millones.
Su capacidad para hockey es de 16,839 y para conciertos es de 12,000 (aproximadamente).

## Eventos
- Juegos de la Mancomunidad 1978 (gimnasia)
- Copa Canadá de Hockey 1981 y 1984
- Partido de las Estrellas de la NHL 1989
- Partido de las Estrellas de la NNL 2008
- Campeonato Mundial de Hockey Sobre Hielo Juvenil 1995 y 2012.
- Campeonato Canadiense Masculino de Curling 1999, 2005 y 2013.